# Семён Андреевич Жеребец
Семён Андреевич Жеребец (XIV век) — московский землевладелец, сын боярина Андрея Кобылы, родоначальник нескольких русских дворянских родов. 

## Биография
Е. Пчёлов предположил, что своё имя Семён получил, вероятно, в честь великого князя Симеона Гордого.
Семён известен только по родословным. Он был старшим из пяти сыновей московского боярина Андрея Кобылы, но о его службе ничего неизвестно. Однако один из его сыновей, Игнатий Жеребцов, вероятно, был боярином, боярами были и двое младших братьев Семёна — Гаврила (Гавша) и Фёдор Кошка.
Семён был владельцем села Семёновского.
Семён считается родоначальником нескольких русских дворянских родов: Лодыгиных, Коновницыных (впоследствии графов), Горбуновых, Кокоревых и Образцовых. Два последних рода угасли.

## Семья
Имя жены неизвестно. Сыновья:
- Григорий Семёнович Лодыга, родоначальник Лодыгиных, Коновницыных, Горбуновых[2].
- Игнатий Семёнович (погиб в 1408), московский боярин и воевода. Его потомство пресеклось в середине XV века[2][4].
- Фома Семёнович, имел бездетного сына[2].
- Александр Семёнович Синий, родоначальник Горбатых, Кокоревых и Образцовых[2].